# Amietophrynus lemairii
Amietophrynus lemairii е вид жаба от семейство Крастави жаби (Bufonidae). Видът е незастрашен от изчезване.

## Разпространение
Разпространен е в Ангола, Ботсвана, Демократична република Конго, Замбия и Намибия.